# Janina Skalik
Janina Edwarda Skalik (ur. 6 stycznia 1924, zm. 14 października 2017 w Częstochowie) – śpiewaczka, pedagog.
Śpiewaczka (sopran), dysponująca ładnym choć niewielkim głosem, specjalizująca się w muzyce kameralnej. Od 1954 pedagog wokalistyki. W latach 1967–1969 prowadziła dział wokalistyki w COPSA (Centralnym Ośrodku Pedagogicznym Szkolnictwa Artystycznego) w Warszawie. Wieloletnia dziekan i prodziekan Wydziału Wokalno-Aktorskiego Akademii Muzycznej im. Fryderyka Chopina w Warszawie (obecnie Uniwersytet Muzyczny Fryderyka Chopina). W klasie śpiewu prof. Janiny Skalik kształciły się m.in. Marta Boberska (1995), Maria Mitrosz (1995), Katarzyna Dittwald (2000), Katarzyna Laskowska (2001), Gabriela Kamińska, Waleria Przelaskowska–Rokita.
Była członkiem Polskiego Stowarzyszenia Pedagogów Śpiewu.
Zmarła w Częstochowie. Pochowana na Cmentarzu Kule w Częstochowie (sektor 36-PN-6).

## Odznaczenia
- Krzyż Oficerski Orderu Odrodzenia Polski (12 lutego 2010)[4][5].